# Electric GT
Il campionato Electric GT è un campionato automobilistico internazionale per vetture di serie ad "emissioni-zero". Il debutto del campionato è previsto per novembre 2017 e tutte le squadre useranno lo stesso modello di vettura, la Tesla Model S P100DL, e pneumatici Pirelli. 

A differenza del campionato di Formula E, l'Electric GT sfrutta autodromi classici ed infrastrutture già esistenti invece di circuiti cittadini appositamente creati.

## Regolamento sportivo
Ogni evento internazionale è costituito da una sessione di prove libere di 20 minuti, una sessione di qualifiche di 30 minuti e due gare, una diurna ed una da disputarsi al tramonto, di 60 km ognuna.

## Tecnologia e prestazioni

### Le vetture
Per il campionato inaugurale 2017-18 tutte le squadre sono dotate della stessa vettura di serie opportunamente modificata: Tesla Model S.

Il campionato è comunque aperto a qualsiasi altra casa costruttrice di vetture elettriche ad emissioni-zero che volesse farne parte. 
Si avranno a disposizione treni di pneumatici Pirelli PZero sia stick per l'asciutto sia da bagnato; 265/645 R18 per l'anteriore e 305/665 R18 al posteriore.
La Tesla in assetto da gara viene messa alla prova e filmata presso il Circuit Pau-Arnos in Francia a gennaio 2017 e successivamente all'Autodromo di Vallelunga, vicino a Roma, nell'aprile successivo.
Le vetture saranno attrezzate con la più grande batteria in uso nell'automobilismo: un accumulatore agli ioni di litio da 100 kWh.
Le auto avranno due motori elettrici, uno per ogni asse, per una potenza massima di 585 kW (778 bhp) sulle quattro ruote motrici. Da ferma, l'auto raggiunge i 100 km/h in 2,1 secondi. La velocità di punta è di 250 km/h.
Alettoni, sospensioni ed impianto frenante potenziati completano il quadro delle migliorie della versione da gara della Tesla Model S.

## Piloti e scuderie
Per l'edizione inaugurale del campionato è prevista la partecipazione di dieci squadre composte da due piloti ciascuna.

## Edizioni
- 1ª edizione
- 2ª edizione